# Ctenomys leucodon
Ctenomys leucodon is een zoogdier uit de familie van de kamratten (Ctenomyidae). De wetenschappelijke naam van de soort werd voor het eerst geldig gepubliceerd door Waterhouse in 1848.

## Voorkomen
De soort komt voor in Peru en Bolivia.